# Deromyia fuscipennis
Deromyia fuscipennis là một loài ruồi trong họ Asilidae. Deromyia fuscipennis được Blanchard miêu tả năm 1852.